# 山地秋海棠
山地秋海棠（学名：Begonia oreodoxa）为秋海棠科秋海棠属的植物，为中国的特有植物。分布在中国大陆的云南等地，生长于海拔1,200米的地区，多生长于山坡密林中湿地，目前已由人工引种栽培。